# Roman Vassilenkov
Roman Vassilenkov (né le 8 octobre 1996 à Saran) est un coureur cycliste kazakh, spécialiste de la piste.

## Palmarès sur piste

### Championnats d'Asie
- Astana-Karaganda 2014
  -  Champion d'Asie de poursuite juniors
- Jakarta 2019
  -  Médaillé de bronze de la poursuite par équipes
- Jincheon 2020
  -  Médaillé de bronze de la course aux points
  -  Médaillé de bronze de l'américaine

### Jeux asiatiques et d'arts martiaux en salle
- Achgabat 2017
  -  Médaillé d'or de la poursuite par équipes[n 1]

### Six Jours
- 2017
  - 3e des Six Jours de Turin (avec Sergey Shatovkin)

### Championnats nationaux
- 2016
  - 2e du championnat du Kazakhstan de l'américaine
- 2017
  -  Champion du Kazakhstan de course à l'élimination
- 2018
  - 3e du championnat du Kazakhstan de poursuite
- 2019
  -  Champion du Kazakhstan de l'américaine (avec Alisher Zhumakan)
  - 2e du championnat du Kazakhstan du scratch
  - 3e du championnat du Kazakhstan de l'omnium

## Classements mondiaux
| Année         | 2019 |
| ------------- | ---- |
| UCI Asia Tour | 112e |